# Drasteria klotsi
Drasteria klotsi är en fjärilsart som beskrevs av Richards 1939. Drasteria klotsi ingår i släktet Drasteria och familjen nattflyn. Inga underarter finns listade i Catalogue of Life.